# Quebracho (Uruguay)
Quebracho est une ville et une municipalité de l'Uruguay située dans le département de Paysandú. Sa population est de 2 813 habitants.

## Histoire
La ville a été fondée en 1912.

## Population
| Année | Population |
| ----- | ---------- |
| 1963  | 1 247      |
| 1975  | 1 507      |
| 1985  | 1 890      |
| 1996  | 2 337      |
| 2004  | 2 813      |

Référence,.

## Gouvernement
Le maire (alcalde) de la ville est Mario Gandera.